# Sabha
Sabha (o Sebha, en árabe: سبها‎) es una ciudad oasis en el suroeste de Libia, capital del distrito homónimo, aproximadamente 640 kilómetros (400 millas) al sur de Trípoli. Su población, según estimaciones de 2010 era de 94.728 habitantes.
Históricamente fue la capital de la región de Fezán y el territorio militar de Fezán-Gadamés. La Base Aérea Sabha, al sur de la ciudad, es una instalación de la Fuerza Aérea de Libia que alberga múltiples aviones MiG-25.
Dada su ubicación en el medio del desierto de Libia, Sabha fue hasta el siglo pasado un importante centro de reposo y la distribución de las caravanas que atravesaban el Sahara. Desde los años noventa es más bien un punto de tránsito para decenas de miles de migrantes subsaharianos —principalmente nigerianos, ghaneses y nigerinos— que cruzan ilegalmente el desierto del Sahara en dirección a Europa.
Sabha fue donde el antiguo gobernante de Libia, Muamar el Gadafi, creció y recibió educación secundaria, y donde más tarde también se involucró en el activismo político.
Después de la guerra civil de Libia y la inestabilidad resultante en el país, Sabha creció en importancia como ciudad de subastas de esclavos. Sin embargo, una investigación realizada por la Comisión Nacional de Derechos Humanos en Libia (NCHRL) reveló que si bien hubo esclavitud ilegal, los informes fueron exagerados, ya que las subastas de esclavos eran raras y no se hacían públicas. Posteriormente, la ciudad fue tomada por las fuerzas leales al Ejército Nacional de Libia (LNA) y su líder Khalifa Haftar en enero de 2019, pero la GNA la recuperó luego de que los políticos en el área cambiaran su lealtad al Gobierno del Acuerdo Nacional (GNA) en mayo de 2020.

## Clima
La ciudad está ubicada en el desierto del Sahara, el clima es desierto árido.
| Parámetros climáticos promedio de Sabha (1962 - 1990)                                             | Parámetros climáticos promedio de Sabha (1962 - 1990) | Parámetros climáticos promedio de Sabha (1962 - 1990) | Parámetros climáticos promedio de Sabha (1962 - 1990) | Parámetros climáticos promedio de Sabha (1962 - 1990) | Parámetros climáticos promedio de Sabha (1962 - 1990) | Parámetros climáticos promedio de Sabha (1962 - 1990) | Parámetros climáticos promedio de Sabha (1962 - 1990) | Parámetros climáticos promedio de Sabha (1962 - 1990) | Parámetros climáticos promedio de Sabha (1962 - 1990) | Parámetros climáticos promedio de Sabha (1962 - 1990) | Parámetros climáticos promedio de Sabha (1962 - 1990) | Parámetros climáticos promedio de Sabha (1962 - 1990) | Parámetros climáticos promedio de Sabha (1962 - 1990) |
| Mes                                                                                               | Ene.                                                  | Feb.                                                  | Mar.                                                  | Abr.                                                  | May.                                                  | Jun.                                                  | Jul.                                                  | Ago.                                                  | Sep.                                                  | Oct.                                                  | Nov.                                                  | Dic.                                                  | Anual                                                 |
| ------------------------------------------------------------------------------------------------- | ----------------------------------------------------- | ----------------------------------------------------- | ----------------------------------------------------- | ----------------------------------------------------- | ----------------------------------------------------- | ----------------------------------------------------- | ----------------------------------------------------- | ----------------------------------------------------- | ----------------------------------------------------- | ----------------------------------------------------- | ----------------------------------------------------- | ----------------------------------------------------- | ----------------------------------------------------- |
| Temp. máx. abs. (°C)                                                                              | 28.3                                                  | 36.1                                                  | 37.2                                                  | 42.8                                                  | 44.4                                                  | 45.6                                                  | 45.6                                                  | 43.9                                                  | 48.9                                                  | 40.6                                                  | 37.8                                                  | 31.7                                                  | 48.9                                                  |
| Temp. máx. media (°C)                                                                             | 18.9                                                  | 22.0                                                  | 26.1                                                  | 31.8                                                  | 35.7                                                  | 39.2                                                  | 38.3                                                  | 37.8                                                  | 35.9                                                  | 31.3                                                  | 24.9                                                  | 20.0                                                  | 30.2                                                  |
| Temp. media (°C)                                                                                  | 11.7                                                  | 14.4                                                  | 18.4                                                  | 23.9                                                  | 27.9                                                  | 31.4                                                  | 30.7                                                  | 30.4                                                  | 28.6                                                  | 24.1                                                  | 17.9                                                  | 12.9                                                  | 22.7                                                  |
| Temp. mín. media (°C)                                                                             | 4.5                                                   | 6.8                                                   | 10.6                                                  | 15.9                                                  | 20.1                                                  | 23.6                                                  | 23.0                                                  | 22.9                                                  | 21.3                                                  | 16.9                                                  | 10.7                                                  | 5.7                                                   | 15.2                                                  |
| Temp. mín. abs. (°C)                                                                              | -2.2                                                  | -4.4                                                  | 1.1                                                   | 0                                                     | 6.7                                                   | 14.4                                                  | 17.8                                                  | 16.1                                                  | 13.9                                                  | 8.9                                                   | 2.2                                                   | -3.9                                                  | -4.4                                                  |
| Lluvias (mm)                                                                                      | 1.1                                                   | 0.8                                                   | 0.5                                                   | 0.5                                                   | 0.3                                                   | 0.5                                                   | 0                                                     | 0                                                     | 0.4                                                   | 2.1                                                   | 0.9                                                   | 1.1                                                   | 8.2                                                   |
| Días de lluvias (≥ 1 mm)                                                                          | 0.3                                                   | 0.3                                                   | 0.3                                                   | 0.2                                                   | 0.2                                                   | 0.1                                                   | 0                                                     | 0                                                     | 0.2                                                   | 0.6                                                   | 0.4                                                   | 0.3                                                   | 2.9                                                   |
| Humedad relativa (%)                                                                              | 38                                                    | 38                                                    | 49                                                    | 50                                                    | 42                                                    | 44                                                    | 49                                                    | 51                                                    | 51                                                    | 52                                                    | 49                                                    | 40                                                    | 46                                                    |
| Fuente n.º 1: World Weather Information Service (Temperaturas medias y precipitación) (en inglés) |                                                       |                                                       |                                                       |                                                       |                                                       |                                                       |                                                       |                                                       |                                                       |                                                       |                                                       |                                                       |                                                       |
| Fuente n.º 2: Weatherbase (Temperaturas récord y humedad) (en inglés)                             |                                                       |                                                       |                                                       |                                                       |                                                       |                                                       |                                                       |                                                       |                                                       |                                                       |                                                       |                                                       |                                                       |